# Tống Hiến
Tống Hiến (chữ Hán: 宋宪; bính âm: Song Xian) (?-200?) là một viên bộ tướng phục vụ dưới trướng lãnh chúa Lã Bố vào cuối thời Đông Hán trong lịch sử Trung Quốc. 

## Tiểu sử
Tống Hiến, không rõ tên tự và quê quán, tướng lĩnh dưới trướng của chư hầu Lã Bố, là bạn thân với Ngụy Tục và Hầu Thành.
Năm 199, khi Tào Tháo tiến đánh và bao vây Lã Bố trong trận Hạ Phì. Lã Bố bại trận liên tiếp, binh tướng đều nản lòng. Thấy thế, Tống Hiến đồng mưu cùng hai tướng lĩnh khác là Hầu Thành và Ngụy Tục. Cả ba đã phản bội Lã Bố, bắt trói Lã Bố và quân sư Trần Cung đem nộp cho Tào Tháo. Tào Tháo sau đó đã cho hành quyết Lã Bố.

## TrongTam Quốc diễn nghĩa
Trong tác phẩm Tam Quốc diễn nghĩa của nhà văn La Quán Trung, Tống Hiến xuất hiện lần đấu trong số tám kiện tướng đứng hộ tống Lã Bố tại Bộc Dương. Khi Lã Bố làm chủ Từ Châu, Viên Thuật giận Lã Bố việc bãi hôn nên cho quân đánh Từ Châu, Tống Hiến và Ngụy Tục được Lã Bố sai đem quân đến Kệ Thạch để chống Trần Lan.
Vào Hồi 19, khi quân Lã Bố có một số thắng lợi nhỏ với Tào Tháo, người bạn đồng quê của Tống Hiến là Hầu Thành vì muốn mừng thắng lợi nên đã đem rượu đến chúc mừng Lã Bố. Nhưng hiện Lã Bố đang có lệnh cấm rượu, vì vậy ông đã phạt Hầu Thành 50 trượng, vì quá ấm ức bất mãn nên Hầu Thành đã bàn với Ngụy Tục và Tống Hiến cùng làm phản. Hầu Thành trộm Xích Thố của Lã Bố rồi lẻn khỏi thanh đem đến dâng Tào Tháo. Tào Tháo phát động tấn công quyết liệt, Lã Bố phải đích thân lên tường thành phòng thủ, đánh từ sáng đến trưa Lã Bố mệt quá thiếp đi tại Bạch Môn Lầu. Tống Hiến cùng Ngụy Tục nhân cơ hội trói chặt Lã Bố và treo cờ trắng đầu hàng. Họ quăng cây Phương Thiên kích của Lã Bố xuống làm bằng chứng. Tào Tháo cho quân tràn vào thành.
Tại hồi 25, khi Viên Thiệu sai đại tướng Nhan Lương tấn công quân Tào ở trận Bạch Mã. Trông xa thấy cả một cánh đồng rộng, mười vạn tiền bộ tinh binh của Nhan Lương đều đã dàn thành trận thế. Tháo khiếp sợ, ngoảnh lại bảo Tống Hiến: Ta nghe ngươi là tướng giỏi của Lã Bố, nay nên thử ra đấu với Nhan Lương. Tống Hiến dạ một tiếng, vác giáo lên ngựa, xông thẳng ra trận. Nhan Lương cầm ngang giáo, cưỡi ngựa ra thẳng cửa trận. Thấy ngựa Tống Hiến đến, Lương quát to một tiếng, rồi tế ngựa ra đánh. Chưa được ba hiệp, Lương đã đâm chết Tống Hiến ở trước trận. Ngụy Tục xông ra báo thù cho bạn cũng bị Nhan Lương chém chết sau một hiệp.